# Asociación de Banqueros Británicos
La Asociación de Banqueros Británicos (British Bankers' Association o BBA) es una asociación comercial que representa a los bancos que operan en el Reino Unido. Uno de los papeles clave de la BBA es el de operar y mantener la tasa LIBOR, el principal punto de referencia a corto plazo de los tipos de interés a nivel internacional, y uno de los puntos de referencia fundamentales para los mercados financieros internacionales.

## Estructura
A partir de 2010, el presidente honorario de la BBA es Stephen Green, presidente de HSBC. La jefa ejecutiva es Angela Knight.